# كين أكاماتسو
كين أكاماتسو (赤松 健 Akamatsu Ken، 
ولد في يوليوز 5، 1968) هو مانغاكا ياباني من طوكيو. بعد نجاح إي أي تحبك من 1994 إلى 1997، كتب حب هينا من 1998 إلى 2001. وأطول عمل له كان أستاذ السحر نيجيما من 2003 إلى 2012. حاليا تنشر سلسلته يوكيو هولدر! تكملة لأستاذ سحر نيجيما.

## روابط خارجية
- كين أكاماتسو على موقع IMDb (الإنجليزية)
- كين أكاماتسو على موقع ميتاكريتيك (الإنجليزية)
- كين أكاماتسو على موقع روتن توميتوز (الإنجليزية)
- كين أكاماتسو على موقع ألو سيني (الفرنسية)
- كين أكاماتسو على موقع ديسكوغز (الإنجليزية)
- كين أكاماتسو على موقع قاعدة بيانات الفيلم (الإنجليزية)
- كين أكاماتسو على موقع كينوبويسك (الروسية)
- كين أكاماتسو على موقع ANN person (الإنجليزية)